# Tani (Egitto)
Tani (in latino Tanis, dal greco Τάνις; in egizio Djanet; oggi in arabo صان الحجر, Ṣān al-Ḥaǧar) è un sito archeologico in Egitto.
Il sito si trova nella parte nord-est del delta del Nilo, sul ramo appunto detto tanitico, nel governatorato di Sharqiyya. Tani fu fondata verso la fine della XX dinastia e divenne la capitale della parte nord dell'Egitto sotto i sovrani della XXI dinastia. Rimase capitale anche durante la seguente XXII dinastia anche se spesso in competizione con dinastie coeve regnanti in altre città. Costituì un importante centro commerciale e strategico, principale porto egizio fino alla distruzione quasi totale compiuta dalle acque del lago Manzala nel VI secolo, evento dopo il quale l'abitato venne abbandonato.
Oltre a essere stata citata diverse volte all'interno dei testi biblici, nel film del 1981 di Steven Spielberg I predatori dell'arca perduta si immagina che la città custodisse l'Arca dell'Alleanza.

## Abitato
Il sito fu identificato dall'egittologo Flinders Petrie alla fine del XIX secolo come la capitale hyksos Pi-Ramses, in considerazione del gran numero di rappresentazione di Ramses II: in realtà si trattava di materiali di reimpiego provenienti dall'antica città, anche se recenti indagini stratigrafiche hanno identificato una fase di occupazione risalente all'età ramesside. Il sito venne scavato anche da Pierre Montet dal 1929 al 1940, e dal 1946 al 1951.
La cinta muraria e la parte centrale del grande tempio sono da attribuire a Psusennes I in base ai depositi di fondazione, mentre la porta monumentale orientale e gli altri edifici dedicati ad Amon risalgono alla successiva XXII dinastia. Psusennes edificò tre templi dedicati alla triade tanitica: Amon, Khonsu e Mut. Il tempio di Khonsu si trova a nord, ma non ne rimane più nulla dopo i lavori di Sheshonq V che lo demolirono per ricavarne materiali da costruzione per un lago sacro nelle vicinanze; e resta molto poco anche del tempio di Mut, costruito a sud sempre da Psusennes I - probabilmente per imitare la disposizione del complesso templare di Karnak - e rimaneggiato più volte. La città infatti fu occupata da nuove costruzioni durante la XXX dinastia e quella tolemaica.

## Necropoli

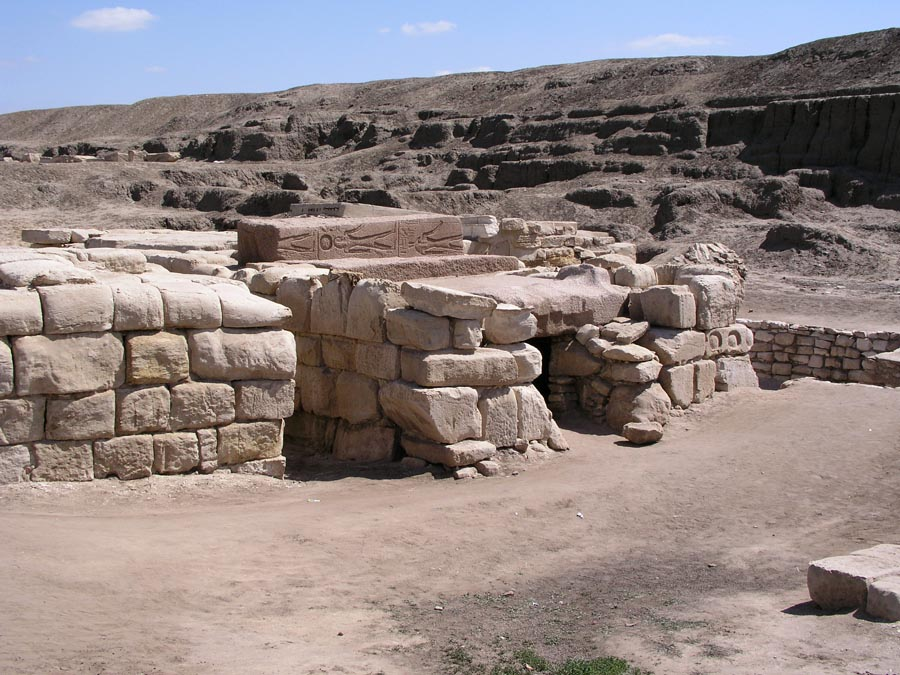
Le tombe reali di Tani

La necropoli ospita molte sepolture regali della XXI dinastia: Pierre Montet vi trovò la tomba di Psusennes I e della consorte Mutnodjemet, insieme alla sua mummia e i suoi oggetti di corredo funebre; il sito ospitava anche le tombe del principe ereditario Ankhefenmut e dell'alto dignitario Uendjebaundjed. Amenemope non occupò che per poco tempo l'ipogeo che gli era stato predisposto (NRT IV), dato che Siamon, un suo successore, lo trasferì nella tomba della madre (di Amenemope), la regina Mutnedjemet (NRT III) per ragioni oggi ignote.

Anche molti faraoni della successiva XXII dinastia continuarono a essere sepolti a Tani: tra questi Sheshonq II, Takelot I, Osorkon II e il figlio Hornakht, e Sheshonq III.